# Campesina el Mirador
Campesina el Mirador är en ort i Mexiko.   Den ligger i kommunen Nogales och delstaten Veracruz, i den sydöstra delen av landet, 210 km öster om huvudstaden Mexico City. Campesina el Mirador ligger 1 390 meter över havet och antalet invånare är 628.
Terrängen runt Campesina el Mirador är bergig norrut, men söderut är den kuperad. Campesina el Mirador ligger nere i en dal. Runt Campesina el Mirador är det ganska tätbefolkat, med 134 invånare per kvadratkilometer. Närmaste större samhälle är Orizaba, 11,8 km öster om Campesina el Mirador. I omgivningarna runt Campesina el Mirador växer huvudsakligen savannskog.